# Bradyphrenie
Bradyphrenie (altgriechisch von βραδύς, bradýs = „langsam“, und φρήν, phrēn = „Geist, Seele, Gemüt, Zwerchfell“) ist ein psychopathologisches Syndrom, also ein medizinischer Begriff (aus der Psychiatrie). Es handelt sich vor allem um eine Verlangsamung des Denkens. Beschrieben wurden auch eine „Verlangsamung aller psychischen Leistungen bei postenzephalitischen Zuständen“, eine „Verlangsamung der geistigen Betätigung“, eine „Verlangsamung der intellektuellen und affektiven Funktionen“, eine schnelle geistige Ermüdbarkeit (Bradyphrasie) sowie eine erhebliche Verlangsamung aller psychischen Abläufe (Bradypsychie, Hypophrenie). Der aktuelle Medizin-Duden definiert die Bradyphrenie als eine „extreme Verlangsamung der psychomotorischen Aktivität (mit leichter Ermüdbarkeit, Teilnahmslosigkeit und Antriebsmangel).“
Ähnliche Begriffe sind Bradyphasie (verlangsamtes Sprechen; auch: Bradyphrasia, Bradyphemie, Bradylalie, Bradyarthrie, Bradyglossie), Bradylexie (Verlangsamung des Lesetempos), Bradypraxie (abnorme Verlangsamung von Handlungsabläufen; auch: Bradypragie) und Bradyphagie (erheblich verlangsamtes Essen).

## Verbreitung
Das Syndrom kann bei mehr als der Hälfte der Parkinson-Patienten beschrieben werden. Annähernd ähnlich häufig (30 bis 40 Prozent beim Parkinsonismus) ist aber auch die Parkinson-Demenz (demenzielles Symptome). Hier wird die Bradyphrenie als Pseudodemenz gewertet, da das Denken nur verlangsamt, nicht aber inhaltlich beeinträchtigt ist.
Eine Bradyphrenie tritt auch bei anderen hirnorganischen Störungen wie der subkortikalen arteriosklerotischen Enzephalopathie und beim hochgradigen Myxödem (Hypothyreose) auf.

## Ursache
Es bestehen neurologische Veränderungen, wie zum Beispiel bei einem Zustand nach einer CO-Vergiftung. So tritt eine Bradyphrenie bei depressiven Patienten nur bei gleichzeitigem Vorliegen neurologischer Schäden auf.

## Geschichte
Der Fachbegriff wurde zuerst 1916/1917 bei Patienten mit Encephalitis lethargica benutzt. Das langsame und mühsame Begreifen wissenschaftlicher Gründe nannte man früher Bradylogia. Der Begriff Bradyphrenie wurde von François Naville geprägt und bedeutete nach Willibald Pschyrembel eine „Verlangsamung der geistigen Funktionen durch Mangel an innerem Antrieb, als Folgezustand der Enzephalitis.“

## Klinische Erscheinungen
Das klinische Bild beim Patienten ist gekennzeichnet durch eine allgemeine Verlangsamung aller psychischen Vorgänge und durch einen Mangel an Spontaneität. Dies entspricht der bei Parkinson-Patienten bestehenden Verlangsamung der motorischen Vorgänge (Bradykinesie). Es besteht nicht regelhaft eine intellektuelle Gleichgültigkeit.

## Untersuchung
Die Untersuchungsmethode ist das Gespräch zwischen Arzt und Patient. Es kann auch Testpsychologie eingesetzt werden.

## Behandlung
Die psychischen Veränderungen bei Parkinson-Patienten sind anders als die motorischen einer Behandlung mit Parkinson-Medikamenten nicht zugänglich. Es werden Präparate wie Rivastigmin eingesetzt. Zudem werden kognitives Training und Sporttherapie benutzt (siehe Leitlinie S. 70).